# Higrômetro

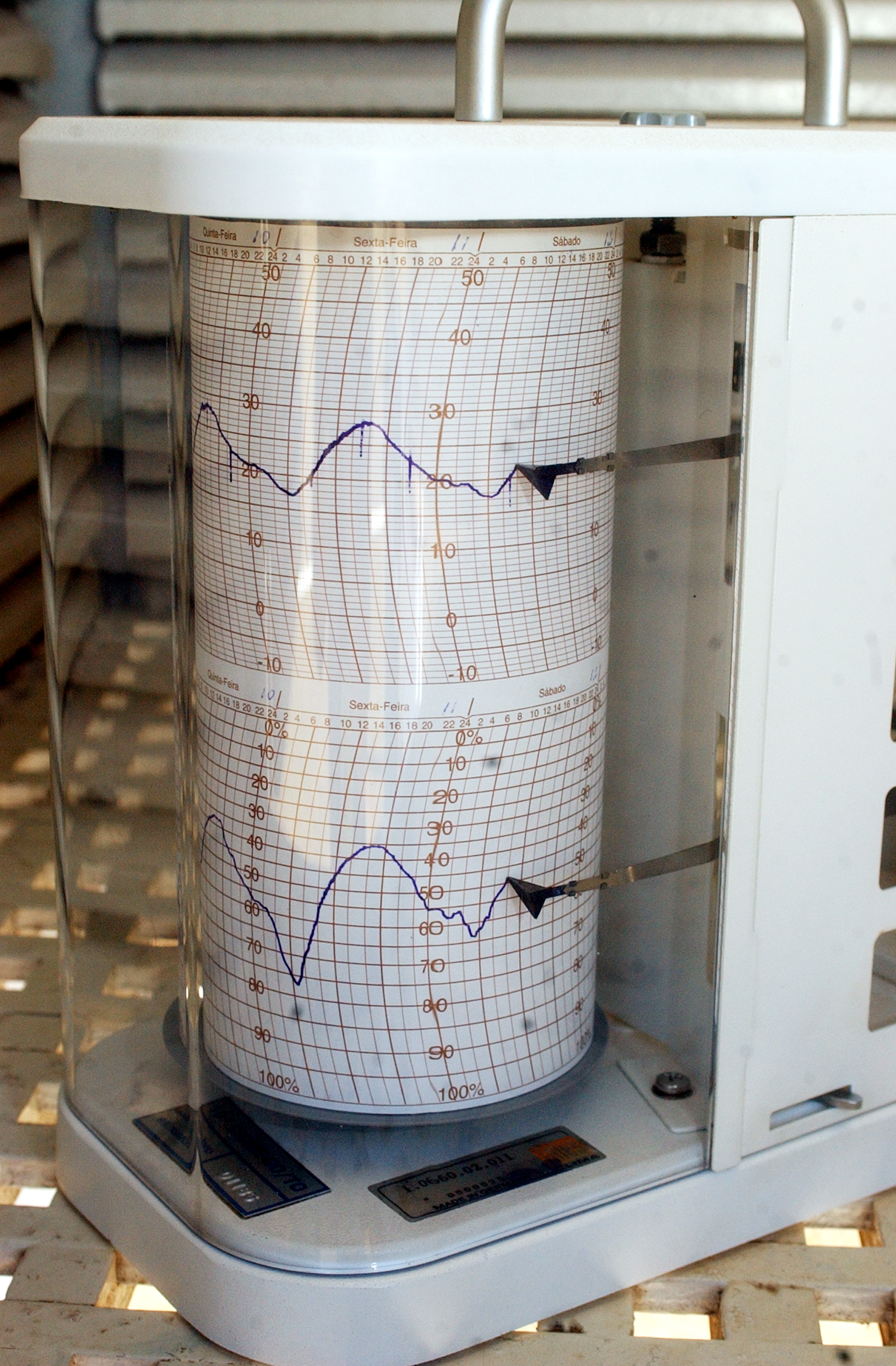
Um higrógrafo utilizado para registrar a umidade relativa.

Um higrômetro (português brasileiro) ou higrómetro (português europeu), é um instrumento que serve para medir a umidade presente nos gases, mais especificamente na atmosfera. É utilizado principalmente em estudos do clima, mas também em locais fechados onde a presença de umidade excessiva ou abaixo do normal poderia causar danos, por exemplo em peças de museus, documentos de bibliotecas e elementos de laboratórios.

## Construção e funcionamento
Os higrômetros são compostos, em sua maioria, de substâncias com capacidade de absorver a umidade atmosférica. Entre elas estão o cabelo humano e sais de lítio. No higrômetro construído com cabelo humano, uma mecha de cabelos é colocada entre um ponto fixo e outro móvel e, segundo a umidade a que está submetida, ela varia de comprimento, arrastando o ponto móvel. Esse movimento é transmitido a um ponteiro que se desloca sobre uma escala, na qual estão os valores da humidade relativa. Já o higrômetro de sais de lítio baseia-se na variação de condutividade desses sais, os quais apresentam uma resistência variável de acordo com a água absorvida. Um amperímetro com sua escala devidamente calibrada fornece os valores de umidade do ar. Outra maneira de medir a umidade relativa é calcular a velocidade de evaporação da água (psicrômetro). Para isso, dois termômetros idênticos são expostos ao ar: um traz o bulbo descoberto; outro tem o bulbo coberto por gaze umedecida. A temperatura do segundo termômetro é, pelo arranjo, inferior à do primeiro, porque a água evaporada da gaze arrefece o bulbo. Quanto menor a umidade do ar, tanto maior é o arrefecimento da gaze. A partir da diferença de leitura entre os dois termômetros, e com a ajuda de uma tabela, pode ser encontrado o valor da umidade relativa.

## Termo-Higrômetro

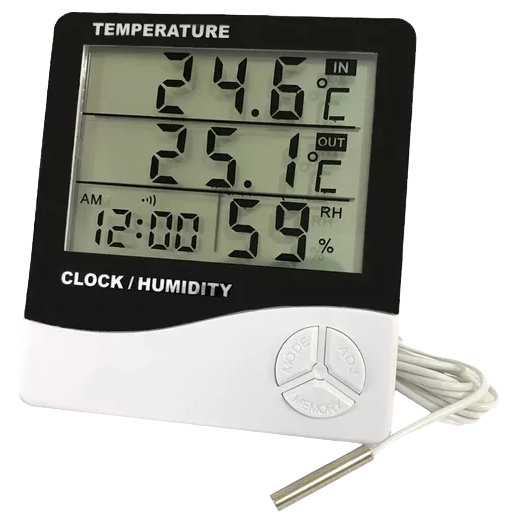
Termo-higrômetro com sensor interno e externo.

Um dos Higrômetros mais conhecidos atualmente, o termo-higrômetro é um instrumento de medição que registra tanto a temperatura quanto a umidade de um ambiente, combinando dois sensores ambientais em um único aparelho. 
Os termo-higrômetros são compactos e desenhados para uma variedade de ambientes finais como residências, laboratórios, farmácias, mercados, industrias e outros. Podendo ser equipado com um sensor chamado de sonda externa, que permite monitorar simultaneamente a temperatura e a umidade dentro e fora de um local específico.